# 欧博尔
欧博尔（法語：Aubord，法語發音：[obɔʁ]）是法国加尔省的一个市镇，位于该省南部，属于尼姆区。

## 地理
欧博尔（43°45'25"N, 4°18'44"E）面积9.42 平方千米，位于法国奧克西塔尼大區加尔省，该省份为法国南部沿海省份，南端濒地中海，北起顺时针与阿尔代什省、沃克吕兹省、罗讷河口省、埃罗省、阿韦龙省和洛泽尔省接壤。
与欧博尔接壤的市镇（或旧市镇、城区）包括：博瓦桑、贝尔尼斯、热内拉克、米约。

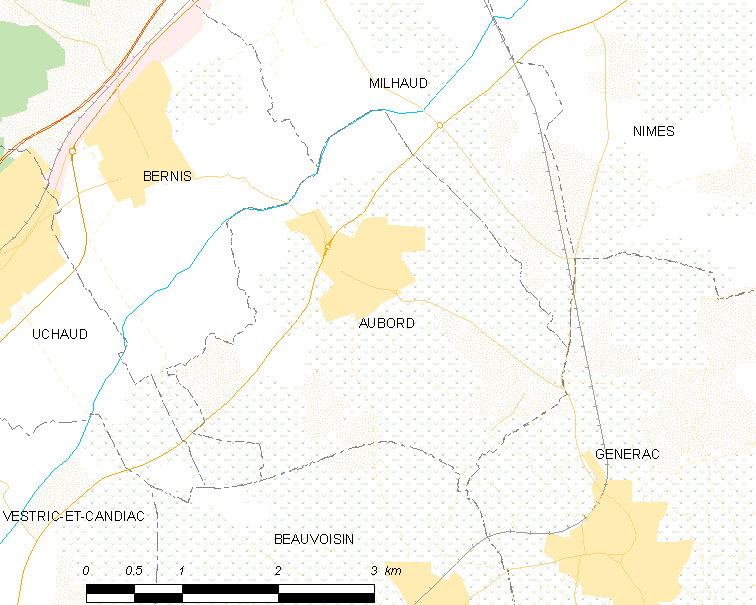
欧博尔的OSM定位图

欧博尔的时区为UTC+01:00、UTC+02:00（夏令时）。

## 行政
欧博尔的邮政编码为30620，INSEE市镇编码为30020。

## 政治
欧博尔所属的省级选区为沃韦尔县。

## 人口

1962-2008年间欧博尔人口变化图示

欧博尔于2022年1月1日时的人口数量为2296人。